# Codex Regius
O Codex Regius (GKS 2365 4to) é um manuscrito medieval islandês no qual está preservada a Eda poética e que é considerado como tendo sido escrito na década de 1270.
Ele provavelmente foi escrito a partir de vários outros manuscritos que hoje não existem mais. Muitos dos poemas e das histórias contidas no manuscrito datam de antes da conversão da Escandinávia ao Cristianismo no fim do século X. O manuscrito foi encontrado pelo bispo de Skálholt, Brynjólfur Sveinsson em 1643 e foi apresentado ao rei Frederico III da Dinamarca em 1662 — daí a origem da sua denominação (Codex Regius, "o Livro do Rei", numa tradução livre).
O Codex foi guardado na Biblioteca Real em Copenhague até o dia 21 de Abril de 1971, quando voltou para a Islândia, e ficou guardado no Instituto Árni Magnússon da Universidade da Islândia (Stofnun Árna  Magnússonar í íslenskum fræðum), em Reykjavík. O manuscrito foi levado para a Islândia de barco, junto com uma escolta militar, pois na época eles não confiavam num avião para transportar uma carga tão importante.
Uma vez que a obra não possui um título original que a identifique, o nome popular do
Codex Regius ("Edda Poética") teve origem nada mais como uma forma deliberada de diferenciá-la da Edda (a "Edda em Prosa") de Snorri Sturluson (c. 1179-1241).
Com base em análises paleográficas, sabe-se que o manuscrito da Edda Poética foi escrito inteiramente por um só autor na Islândia em meados do século XIII — provavelmente a partir da versão original anterior.

## Conteúdo
O Codex Regius tem um formato de 19 cm X 13 cm e é composto por 45 folhas de papel velino, e estima-se que a data da sua elaboração remonte a 1270. O manuscrito possuía originalmente mais 8 folhas, que estão atualmente em falta. Esta é a única fonte sobre a maior parte dos poemas que a escritura aborda. O poema é o segundo texto do conjunto de autoria anónima que contém 31 poemas repartidos em elementos mitológicos e heróicos da tradição histórico-literária nórdica.
- Völuspá
- Vafþrúðnismál
- Grímnismál
- Skírnismál
- Hárbarðsljóð
- Hymiskviða
- Lokasenna
- Þrymskviða
- Völundarkviða
- Alvíssmál
- Helgakviða Hundingsbana I
- Helgakviða Hjörvarðssonar
- Helgakviða Hundingsbana II
- Frá dauða Sinfjötla
- Grípisspá
- Reginsmál
- Fáfnismál
- Sigrdrífumál
- A Grande Lacuna
- Brot af Sigurðarkviðu
- Guðrúnarkviða I
- Sigurðarkviða hin skamma
- Helreið Brynhildar
- Dráp Niflunga
- Guðrúnarkviða II
- Guðrúnarkviða III
- Oddrúnargrátr
- Atlakviða
- Atlamál
- Guðrúnarhvöt
- Hamðismál